# Élections législatives de 1993 dans la Manche
Les élections législatives françaises de 1993 se déroulent les 21 et 28 mars 1993. Dans le département de la Manche, cinq députés sont à élire dans le cadre de cinq circonscriptions.

## Élus
| Circonscription | Député sortant                           | Parti | Parti     | Député élu ou réélu | Parti | Parti    |
| --------------- | ---------------------------------------- | ----- | --------- | ------------------- | ----- | -------- |
| 1re             | Jean-Marie Daillet                       |       | UDF (CDS) | Jean-Claude Lemoine |       | RPR      |
| 2e              | René André                               |       | RPR       | René André          |       | RPR      |
| 3e              | Alain Cousin                             |       | RPR       | Alain Cousin        |       | RPR      |
| 4e              | Claude Gatignol                          |       | UDF (PR)  | Claude Gatignol     |       | UDF (PR) |
| 5e              | Bernard Cauvin suppléant d'Olivier Stirn |       | PS        | Yves Bonnet         |       | UDF (PR) |

## Positionnement des partis
Les candidats d'alliance RPR-UDF et divers droite se présentent sous la bannière de l'Union pour la France et ceux du Parti socialiste derrière l'Alliance des Français pour le Progrès. Par ailleurs, Les Verts et Génération écologie s'unissent sous l'étiquette Entente des écologistes.

## Résultats

### Résultats à l'échelle du département
| Parti          | Parti                                 | Premier tour | Premier tour | Second tour | Second tour | Sièges |
| Parti          | Parti                                 | Voix         | %            | Voix        | %           | Sièges |
| -------------- | ------------------------------------- | ------------ | ------------ | ----------- | ----------- | ------ |
|                | Rassemblement pour la République      | 72 488       | 31,92        | 45 925      | 38,79       | 3      |
|                | Union pour la démocratie française    | 44 731       | 19,70        | 43 623      | 36,85       | 2      |
|                | Divers droite                         | 15 546       | 6,85         | 11 881      | 10,04       | 0      |
|                | Union pour la France                  | 132 765      | 58,46        | 101 429     | 85,68       | 5      |
|                |                                       |              |              |             |             |        |
|                | Parti socialiste                      | 33 805       | 14,89        | 16 956      | 14,32       | 0      |
|                | Alliance des Français pour le progrès | 33 805       | 14,89        | 16 956      | 14,32       | 0      |
|                |                                       |              |              |             |             |        |
|                | Les Verts                             | 12 718       | 5,60         |             |             | 0      |
|                | Génération écologie                   | 7 072        | 3,11         | 0           |             |        |
|                | Entente des écologistes               | 19 790       | 8,71         |             |             | 0      |
|                |                                       |              |              |             |             |        |
|                | Front national                        | 21 879       | 9,63         |             |             | 0      |
|                | Parti communiste français             | 9 297        | 4,09         | 0           |             |        |
|                | Le Trèfle - Les nouveaux écologistes  | 5 563        | 2,45         | 0           |             |        |
|                | Divers                                | 1 423        | 0,63         | 0           |             |        |
|                | Lutte ouvrière                        | 1 393        | 0,61         | 0           |             |        |
|                | Mouvement des citoyens                | 1 189        | 0,52         | 0           |             |        |
|                |                                       |              |              |             |             |        |
| Inscrits       | Inscrits                              | 346 826      | 100,00       | 207 754     | 100,00      | 5      |
| Abstentions    | Abstentions                           | 107 032      | 30,86        | 73 687      | 35,47       |        |
| Votants        | Votants                               | 239 794      | 69,14        | 134 067     | 64,53       |        |
| Blancs et nuls | Blancs et nuls                        | 12 690       | 5,29         | 15 682      | 11,7        |        |
| Exprimés       | Exprimés                              | 227 104      | 94,71        | 118 385     | 88,3        |        |

### Résultats par circonscription

#### Première circonscription (Saint-Lô)
| Candidat       | Candidat                | Parti          | Premier tour | Premier tour | Second tour | Second tour |  |
| Candidat       | Candidat                | Parti          | Voix         | %            | Voix        | %           |  |
| -------------- | ----------------------- | -------------- | ------------ | ------------ | ----------- | ----------- |  |
|                | Jean-Claude Lemoine élu | RPR            | 15 833       | 34,06        | 21 414      | 55,5        |  |
|                | Georges de La Loyère    | UDF (PR)       | 10 650       | 22,91        | 17 171      | 44,5        |  |
|                | Michel Levilly          | PS (ADFP)      | 7 061        | 15,19        |             |             |  |
|                | Fernand Le Rachinel     | FN             | 5 250        | 11,29        |             |             |  |
|                | Didier Anger            | Les Verts (EÉ) | 4 532        | 9,75         |             |             |  |
|                | Guy Le Cann             | PCF            | 1 455        | 3,13         |             |             |  |
|                | Maryse Grégoire         | LT-LNÉ         | 1 176        | 2,53         |             |             |  |
|                | Jean Dupont-Cariot      | UDI            | 534          | 1,15         |             |             |  |
|                |                         |                |              |              |             |             |  |
| Inscrits       | Inscrits                | Inscrits       | 70 414       | 100,00       | 70 412      | 100,00      |  |
| Abstentions    | Abstentions             | Abstentions    | 21 169       | 30,06        | 25 739      | 36,55       |  |
| Votants        | Votants                 | Votants        | 49 245       | 69,94        | 44 673      | 63,45       |  |
| Blancs et nuls | Blancs et nuls          | Blancs et nuls | 2 754        | 5,59         | 6 088       | 13,63       |  |
| Exprimés       | Exprimés                | Exprimés       | 46 491       | 94,41        | 38 585      | 86,37       |  |

#### Deuxième circonscription (Avranches)
|                | René André sortant réélu | RPR (UPF)      | 32 306 | 63,3   |  |  |  |
|                | Philippe Durand          | PS (ADFP)      | 6 411  | 12,56  |  |  |  |
|                | Henri Cheval             | FN             | 3 855  | 7,55   |  |  |  |
|                | Remy Lebascle            | GÉ (EÉ)        | 3 425  | 6,71   |  |  |  |
|                | Raymond Legrand          | LT-LNÉ         | 1 852  | 3,63   |  |  |  |
|                | Yves Guenée              | PCF            | 1 558  | 3,05   |  |  |  |
|                | Caroline Gautier         | UDI            | 977    | 1,91   |  |  |  |
|                | Jean-Philippe Mallet     | Divers droite  | 649    | 1,27   |  |  |  |
|                |                          |                |        |        |  |  |  |
| Inscrits       | Inscrits                 | Inscrits       | 74 272 | 100,00 |  |  |  |
| Abstentions    | Abstentions              | Abstentions    | 19 982 | 26,9   |  |  |  |
| Votants        | Votants                  | Votants        | 54 290 | 73,1   |  |  |  |
| Blancs et nuls | Blancs et nuls           | Blancs et nuls | 3 257  | 6      |  |  |  |
| Exprimés       | Exprimés                 | Exprimés       | 51 033 | 94     |  |  |  |

#### Troisième circonscription (Coutances)
| Candidat       | Candidat                   | Parti          | Premier tour | Premier tour | Second tour | Second tour |  |
| Candidat       | Candidat                   | Parti          | Voix         | %            | Voix        | %           |  |
| -------------- | -------------------------- | -------------- | ------------ | ------------ | ----------- | ----------- |  |
|                | Alain Cousin sortant réélu | RPR (UPF)      | 19 402       | 43,2         | 24 511      | 67,35       |  |
|                | David Lerouge              | Divers droite  | 5 414        | 12,05        | 11 881      | 32,65       |  |
|                | Catherine Picard           | PS (ADFP)      | 5 144        | 11,45        |             |             |  |
|                | Louis Senoville            | FN             | 3 833        | 8,53         |             |             |  |
|                | Christiane Durchon         | Les Verts (EÉ) | 3 511        | 7,82         |             |             |  |
|                | Erick Pontais              | PCF            | 1 424        | 3,17         |             |             |  |
|                | Simonne Caillot            | Divers         | 1 423        | 3,17         |             |             |  |
|                | Georges Quétier            | Divers droite  | 1 298        | 2,89         |             |             |  |
|                | Micheline Lecostey         | MDC            | 1 189        | 2,65         |             |             |  |
|                | Françoise Dubuc            | LT-LNÉ         | 1 037        | 2,31         |             |             |  |
|                | Eric Lhullier              | Divers droite  | 819          | 1,82         |             |             |  |
|                | Pascal Gautier             | UDI            | 421          | 0,94         |             |             |  |
|                |                            |                |              |              |             |             |  |
| Inscrits       | Inscrits                   | Inscrits       | 69 067       | 100,00       | 69 064      | 100,00      |  |
| Abstentions    | Abstentions                | Abstentions    | 22 018       | 31,88        | 26 521      | 38,4        |  |
| Votants        | Votants                    | Votants        | 47 049       | 68,12        | 42 543      | 61,6        |  |
| Blancs et nuls | Blancs et nuls             | Blancs et nuls | 2 134        | 4,54         | 6 151       | 14,46       |  |
| Exprimés       | Exprimés                   | Exprimés       | 44 915       | 95,46        | 36 392      | 85,54       |  |

#### Quatrième circonscription (Valognes)
|                | Claude Gatignol sortant réélu | UDF (PR)       | 21 559 | 52,42  |  |  |  |
|                | Patrick Mougenot              | PS (ADFP)      | 6 104  | 14,84  |  |  |  |
|                | Jacques Duchemin              | FN             | 5 160  | 12,55  |  |  |  |
|                | Chantal Roupsard              | GÉ (EÉ)        | 3 647  | 8,87   |  |  |  |
|                | Rémi Besselièvre              | PCF            | 1 923  | 4,68   |  |  |  |
|                | Guy Rastello                  | LT-LNÉ         | 1 498  | 3,64   |  |  |  |
|                | Antoine Bernard               | UDI            | 1 236  | 3,01   |  |  |  |
|                |                               |                |        |        |  |  |  |
| Inscrits       | Inscrits                      | Inscrits       | 64 888 | 100,00 |  |  |  |
| Abstentions    | Abstentions                   | Abstentions    | 21 558 | 33,22  |  |  |  |
| Votants        | Votants                       | Votants        | 43 330 | 66,78  |  |  |  |
| Blancs et nuls | Blancs et nuls                | Blancs et nuls | 2 203  | 5,08   |  |  |  |
| Exprimés       | Exprimés                      | Exprimés       | 41 127 | 94,92  |  |  |  |

#### Cinquième circonscription (Cherbourg)
| Candidat       | Candidat                     | Parti          | Premier tour | Premier tour | Second tour | Second tour |  |
| Candidat       | Candidat                     | Parti          | Voix         | %            | Voix        | %           |  |
| -------------- | ---------------------------- | -------------- | ------------ | ------------ | ----------- | ----------- |  |
|                | Yves Bonnet élu              | UDF (PR)       | 12 522       | 28,76        | 26 452      | 60,94       |  |
|                | Bernard Cauvin sortant       | PS (ADFP)      | 9 085        | 20,87        | 16 956      | 39,06       |  |
|                | Christian Gueffier Dit Duroc | RPR            | 4 947        | 11,36        |             |             |  |
|                | Jean-Claude Magalhaes        | Les Verts (EÉ) | 4 675        | 10,74        |             |             |  |
|                | Pierre Beaudroit             | FN             | 3 781        | 8,68         |             |             |  |
|                | Jean-Marie Lejeune           | Divers droite  | 3 018        | 6,93         |             |             |  |
|                | Jean-Claude Forafo           | PCF            | 2 937        | 6,75         |             |             |  |
|                | Alain Rivière                | LO             | 1 393        | 3,2          |             |             |  |
|                | Jean-Pierre Choubrac         | Divers droite  | 1 180        | 2,71         |             |             |  |
|                |                              |                |              |              |             |             |  |
| Inscrits       | Inscrits                     | Inscrits       | 68 185       | 100,00       | 68 278      | 100,00      |  |
| Abstentions    | Abstentions                  | Abstentions    | 22 305       | 32,71        | 21 427      | 31,38       |  |
| Votants        | Votants                      | Votants        | 45 880       | 67,29        | 46 851      | 68,62       |  |
| Blancs et nuls | Blancs et nuls               | Blancs et nuls | 2 342        | 5,1          | 3 443       | 7,35        |  |
| Exprimés       | Exprimés                     | Exprimés       | 43 538       | 94,9         | 43 408      | 92,65       |  |